# 邪道魔法少女
邪道魔法少女（じゃどうまほうしょうじょ）は、『ナースウィッチ小麦ちゃんマジカルて』、『撲殺天使ドクロちゃん』、『大魔法峠』の3作からなる、オリジナルビデオアニメ（OVA）のシリーズ名である。

## 概要
邪道魔法少女は、東芝エンタテインメント（現ショウゲート）発売・ジェネオンエンタテインメント（初期にはパイオニアLDC）販売の、オリジナルビデオアニメ（OVA）のシリーズ名。『ナースウィッチ小麦ちゃんマジカルて』、『撲殺天使ドクロちゃん』、『大魔法峠』の3作からなるシリーズで、既存の魔法少女アニメをパロディとした作風が特徴。プロデューサーはジェネオンエンタテインメントの川瀬浩平と東芝エンタテインメントの伊平崇耶が務めている。
本来の魔法少女は明るく純真なキャラクターとストーリーであるのに対して、本作はハチャメチャ（もしくはブラック）なキャラクターとストーリーで構成されている。画風などから萌えアニメとされることも多いが、川瀬は「ギャグアニメ」だとしている。「邪道魔法少女」という言葉は、第1作『ナースウィッチ小麦ちゃんマジカルて』のコピーに使われている。その後、『撲殺天使ドクロちゃん』の発売後しばらくして、川瀬がラジオ番組でシリーズ名として使い始めた。宣伝のポスターにも使われている。
『大魔法峠』発売期間中に、川瀬は「シリーズは『大魔法峠』で打ち止め」と語っており、このため邪道魔法少女三部作とも呼ばれている。ただし、『大魔法峠』の終了後、『撲殺天使ドクロちゃん』の第2期が発売されることになった。また、三部作制作終了後の2010年にこの制作スタッフ陣と『大魔法峠』の作者であり『ムダヅモ無き改革』の原作者大和田秀樹が脚本として制作に参加した『ムダヅモ無き改革』がOVA化されることとなり、邪道魔法少女ものではないものの、OVAシリーズの制作は事実上引き続いて行われることとなった。

## 作品
1. ナースウィッチ小麦ちゃんマジカルて
  - ナースウィッチ小麦ちゃんマジカルて（2002年 - 2004年、全6巻）
  - ナースウィッチ小麦ちゃんマジカルてZ（2004年 - 2005年、全2巻）
2. 撲殺天使ドクロちゃん
  - 撲殺天使ドクロちゃん（2005年 - 2006年、全4巻8話）
  - 撲殺天使ドクロちゃん2（2007年、全2巻4話）
3. 大魔法峠（2006年 - 2007年、全4巻8話）

## 共通点など
- 3作品ともAnime TVで先行放送しその後OVAとしてリリースしている。
- 『ナースウィッチ小麦ちゃんマジカルて』は『The Soul Taker 〜魂狩〜』からのスピンオフ、他の2作は原作付きである。『撲殺天使ドクロちゃん』は伊平が、『大魔法峠』は川瀬が原作を読んで気に入りアニメ化された。
- 発売期間中は、プロモーションのためのインターネットラジオ番組がTE-A ROOMで配信されている。出演は、川瀬、伊平に主演声優を加えた3人なのが恒例（必ずしも正式なレギュラーパーソナリティではないこともある）。内容は下記項目を参照。
  - 中原小麦のまじかるナースステーション
  - びん・かん ドクロちゃんねる
  - 峠のラジオ
- パイオニアLDCは2003年に電通系のジェネオンエンタテインメントになり、さらに東芝エンタテインメントも2007年に博報堂DYホールディングス系のショウゲートになった。2007年以降の2社の親会社は競合関係となる。